# Orosz templom (Bari)
Az orosz templom (chiesa di San Nicola vagy Csodatévő Szent Miklós-templom) Bari ortodox közösségének temploma.

## Története
Építésével II. Miklós orosz cár bízta meg Alekszej Scsuszevet. Építését 1913-ban kezdték el, de csak az első világháború után fejezték be. Az orosz forradalom idején felszámolták a templomot felügyelő társaságot, így az sokáig használaton kívül maradt. 1937-ben a város vásárolta meg és ismét megnyitotta az ortodox hívők számára. 2009-ben Vlagyimir Putyin orosz elnök látogatása alkalmával a templomot ismét orosz gondnokság alá helyezték.

## Leírása
Görög kereszt alaprajzú, hagymakupola koronázza meg. A berendezési tárgyakat orosz mesteremberek készítették. A templom fő látnivalója egy Szent Miklóst ábrázoló szentkép. 